# Masdevallia kareliae
Masdevallia kareliae är en orkidéart som beskrevs av Henry Francis Oakeley. Masdevallia kareliae ingår i släktet Masdevallia och familjen orkidéer. Inga underarter finns listade i Catalogue of Life.